# Heliocosma anthodes
Heliocosma anthodes är en fjärilsart som beskrevs av Edward Meyrick 1910. Heliocosma anthodes ingår i släktet Heliocosma och familjen vecklare. Inga underarter finns listade i Catalogue of Life.